# سرو ماکا
سرو ماکا (به اسپانیایی: Volcán Macá) یک کوه و آتشفشان در شیلی است که در استان آیسن واقع شده‌است. سرو ماکا ۲٬۳۰۰ متر بالاتر از سطح دریا واقع شده‌است.